# アラモアナ・ホテル
アラモアナ・ホテル（英語: Ala Moana Hotel）は、ハワイ州ホノルルにあるホテルである。アラモアナセンターに隣接しており、ハワイ・コンベンション・センターやアラモアナ・ビーチパークとは通りを挟んで向かいに位置する。
開業は1970年である。建物は36階建てで、396フィート（121メートル）の高さがある。客室は合わせて1169室ある。

## 歴史
アラモアナ・ホテルはシアトルの建築事務所である「ジョン・グラハム建築事務所」（John Graham & Company.）によって設計された。1970年にアメリカン航空ホテル部門のフラッグシップ級ホテルとしてオープンした。アメリカン航空がアメリカーナ・ホテル（Americana Hotels）を買収した1972年には「アラモアナ・アメリカーナ」（Ala Moana Americana）と改名された。
その後、1986年にホテルはダラスを拠点とする共同所有者であるディリンガム社（Dillingham Corp.）とピック・アメリカーナ・ホテル（Pick-Americana Hotels）から麻布USAへ700万ドルで売却された。麻布USAは麻布グループのハワイにあるホテルを所有、管理している会社で、アラモアナ・ホテル内に本社がおかれた。麻布USAは3100万ドルをかけてリノベーションを行い、ラマダ・ルネッサンス・ホテル（Ramada Renaissance）に管理への参加を依頼して、ホテルは「ラマダ・ルネッサンス・アラモアナ・ホテル」（Ramada Renaissance Ala Moana Hotel）と改称された。
麻布USAは2004年にホテルを、マイアミを拠点とするコンドミニアムのデベロッパーであるクレシェント・ハイツ（Crescent Heights）に8500万ドルで売却した。クレシェント・ハイツはホテルの1164室のうちほぼ800室を一つ20万ドルほどで分譲した。
2006年には地元のアウトリガー・ホテルズ（Outrigger Hotels）がホテルの一部の管理権を引き継いだが、ホテルを改称することはなかった。アウトリガー・ホテルズは2016年にホテルの財産をオーストラリアに拠点を置くマントラ・グループ（Mantra Group）に5250万ドルで売却した。当グループはフランスに拠点を置くアコーグループのブランドの一つである。

## 建築
アラモアナ・ホテルは2006年の住宅展示会（Parade of Homes）において、ハワイ建築業協会（Building Industry Association of Hawaii）から優秀な物件として認定された。